# Jonathan Coulton
Jonathan Coulton (Brooklyn, 1º dicembre 1970) è un cantautore statunitense.

## Carriera
Il suo stile è incentrato sulla cosiddetta cultura geek. Tra le sue canzoni più popolari vi sono Code Monkey, Re: Your Brains, Still Alive e Want You Gone. Molti suoi pezzi sono inseriti in videogiochi come Left 4 Dead 2, Portal 2 e Portal.
Il suo album Artificial Heart è stato il primo ad entrare nella classifica Billboard 200.
Nel 2016 compone delle canzoni che fungono da riassunto degli episodi precedenti per la serie BrainDead - Alieni a Washington.

## Discografia

### Album studio
- 2003 - Smoking Monkey
- 2004 - Where Tradition Meets Tomorrow
- 2005 - Our Bodies, Ourselves, Our Cybernetic Arms
- 2006 - Thing a Week One
- 2006 - Thing a Week Two
- 2006 - Thing a Week Three
- 2006 - Thing a Week Four
- 2011 - Artificial Heart
- 2017 - Solid State

### Compilation
- 2008 - JoCo Looks Back
- 2009 - Best. Concert. Ever. (live)
- 2012 - Jonathan Coulton's Greatest Hit (Plus 13 Other Songs)